# Комсомольська сільська рада (Лозівський район)
Комсомольська сільська́ ра́да — адміністративно-територіальна одиниця та орган місцевого самоврядування в Лозівському районі Харківської області. Адміністративний центр — селище Миролюбівка.

## Загальні відомості
Комсомольська сільська рада утворена в 1930 році. У 2018 році увійшла до Лозівської ОТГ.
- Територія ради: 86,296 км²
- Населення ради: 1 437 осіб (станом на 2001 рік)

## Населені пункти
Сільській раді були підпорядковані населені пункти:
- с-ще Миролюбівка
- с. Мирне
- с. Степове
- с. Федорівка

## Склад ради
Рада складалася з 12 депутатів та голови.
- Голова ради: Немашкало Андрій Павлович
- Секретар ради: Ларіна Ольга Іванівна

### Керівний склад попередніх скликань
| Прізвище, ім'я, по батькові | Основні відомості                                                            | Дата обрання | Дата звільнення |
| --------------------------- | ---------------------------------------------------------------------------- | ------------ | --------------- |
| Верзун Василь Миколайович   | Сільський голова, 1961 року народження, член Народної партії                 | 26.03.2006   | 31.10.2010      |
| Шамаріна Галина Олексіївна  | Сільський голова, 1954 року народження, освіта вища, член Партії регіонів    | 31.10.2010   | 02.11.2015      |
| Немашкало Андрій Павлович   | Сільський голова, 1983 року народження, освіта вища, член БПП "Солідарність" | 02.11.2015   |                 |

Примітка: таблиця складена за даними сайту Верховної Ради України

### Депутати
За результатами місцевих виборів 2010 року депутатами ради стали:

#### За суб'єктами висування
| Суб'єкт висування           | Кількість обраних депутатів | %    |
| --------------------------- | --------------------------- | ---- |
| Партія регіонів             | 12                          | 75   |
| Аграрна партія України      | 2                           | 12,5 |
| Комуністична партія України | 2                           | 12,5 |

#### За округами
| № округу | Прізвище, ім'я, по батькові   | Дата визнання обраним | Освіта  | Партійна приналежність | Відомості про обраного депутата                                       |
| -------- | ----------------------------- | --------------------- | ------- | ---------------------- | --------------------------------------------------------------------- |
|          |                               |                       |         |                        |                                                                       |
| 2        | Чечикова Алеся Вікторівна     | 25.10.2015            | вища    |                        | Миролюбівський НВК, викладач                                          |
| 3        | Аксюта Ала Аліківна           | 25.10.2015            | вища    |                        | Миролюбівська сільська рада, землевпорядник                           |
|          |                               |                       |         |                        |                                                                       |
| 4        | Крукавець Володимир Власович  | 25.10.2015            | середня | позапартійний          | ДП ДГ «Комсомолець», механізатор                                      |
| 6        | Клименко Олена Володимирівна  | 25.10.2010            | середня | позапартійний          | пенсіонер                                                             |
|          |                               |                       |         |                        |                                                                       |
| 1        | Машура Світлана Володимирівна | 25.10.2015            | середня | позапартійний          | ПАТ "Укрпошта", листоноша                                             |
| 8        | Музика Таїсія Борисівна       | 25.10.2015            | середня | позапартійна           | Миролюбівський вузол зв'язку, листоноша                               |
| 5        | Коба Людмила Олексіївна       | 25.15.2015            | вища    | позапартійна           | приватний підприємець                                                 |
| 9        | Демченко Олена Іванівна       | 25.10.2015            | вища    |                        | ДП ДГ «Комсомолець», заступник головного бухгалтера                   |
| 7        | Божко Надія Іванівна          | 25.10.2015            | середня |                        | пенсіонер                                                             |
| 10       | Рева Наталія Володимирівна    | 25.10.2015            | середня | позапартійна           | Миролюбівська сільська рада, спеціаліст соціального захисту населення |
| 11       | Лозинський Микола Миколайович | 25.10.2015            | середня | позапартійний          | ДП ДГ «Комсомолець», тракторист                                       |
| 12       | Ларіна Ольга Іванівна         | 25.10.2015            | вища    | позапартійна           | Миролюбівська сільська рада, секретар                                 |